# Hautot-l'Auvray

Hautot-l'Auvray este o comună în departamentul Seine-Maritime, Franța. În 1 ianuarie 2022 avea o populație de 308 de locuitori.